# Yaphet Kotto
Yaphet Frederick Kotto, född 15 november 1939 i New York, död 15 mars 2021 i Manila, Filippinerna, var en amerikansk skådespelare med kamerunskt påbrå genom fadern. Kotto är bland annat känd för rollen som polisstationschef Al "Gee" Giardello i polisserien Uppdrag: mord och som Kananga/Mr. Big i James Bond-filmen Leva och låta dö (1973). Han medverkade även i filmen Slaget om Entebbe (1977) där han spelar Ugandas dåvarande diktator Idi Amin och i Alien (1979).

## Filmografi i urval
- 1968 – High Chaparral, avsnitt The Buffalo Soldiers (gästroll i TV-serie)
- 1972 – Massakern på 100:e gatan
- 1973 – Leva och låta dö
- 1977 – Rötter (TV-serie)
- 1977 – Slaget om Entebbe
- 1979 – Alien
- 1980 – Othello
- 1983 – The A-Team
- 1985 – Spanarna på Hill Street (TV-serie)
- 1985 – Alfred Hitchcock presenterar, avsnitt Prisoners (gästroll i TV-serie)
- 1986 – Harem (TV-film)
- 1986 – Eye of the Tiger
- 1987 – Mord och inga visor (TV-serie)
- 1987 – The Running Man
- 1988 – Midnight Run
- 1990 – Fader Dowlings mysterier (TV-serie)
- 1993–1999 – Uppdrag: mord (TV-serie)
- 1996 – Stolen Hearts